# 雷德尼茨河
雷德尼茨河位于德国巴伐利亚州境内，由两条河流汇合而成，流经罗特、施瓦巴赫和纽伦堡，最终在菲尔特与佩格尼茨河汇流形成雷格尼茨河。